# Medvědí hůrka
Medvědí hůrka (644 m n. m.) je kopec nad vesnicí Polevsko v okrese Česká Lípa, v severovýchodním výběžku Českého středohoří, jehož je nejsevernějším i nejvýchodnějším vrcholem. Je také nejvyšším vrcholem geomorfologického okrsku Benešovské středohoří. Pojmenovaný vrchol dosahuje výšky 644 m n. m. a nachází se v severovýchodní části protáhlé vrcholové plošiny. Nepojmenovaný vrchol na jihozápadním konci vrcholové plošiny dosahuje výšky 643 m n. m. Oba vrcholy odděluje mělké sedlo (635 m n. m.) a vzdálenost 350 metrů.

## Okolí
Na svazích Medvědí hůrky se nachází několik zajímavých míst:
- Pod severozápadním svahem se rozkládá přírodní památka Kytlice, vyhlášená v roce 1975 k ochraně šafránu jarního na pravidelně kosených přirozených vlhkých loukách.
- V sedle mezi Medvědí hůrkou a sousedním Polevským vrchem se nacházejí zašlé pískovcové lomy, mezi nimiž stojí pod mohutnými buky kříž, obnovený na podzim roku 2002.[3]
- Sedlo Jedličná mezi Medvědí hůrkou, Medvědím vrchem a Malým Bukem je jedním z nástupních míst na Lyžařskou Lužickou magistrálu a další běžkařské tratě. Magistrála obchází vrchol Medvědí hůrky ze severu a ze západu a pokračuje přes Polevský vrch a Klučky do Práchně.[4]
- Na jižním svahu nad Polevskem stála do roku 1875 poustevna, ve které žil v letech 1739-1789 poustevník Eleazar Oppitz.[5] Na jejím místě stojí panel naučné stezky Zapomenutá místa.[6]

## Přístup
Přes vrchol nevedou žádné značené cesty, přesto je poměrně dobře přístupný. Nejkratší cesta vede od rozcestí Jedličná v sedle mezi Polevskem a Kytlicí, nejprve po zelené značce, od které se po asi 400 metrech odděluje doleva neznačená cesta až na vrchol. Tato varianta měří asi 650 metrů s převýšením 65 metrů.
Druhou možností je vyjít z Polevska po žluté značce, kolem lyžařského areálu až do sedla mezi Polevským vrchem a Medvědí hůrkou. U křížku v sedle odbočuje doprava neznačená cesta, kolem bývalé poustevny, za kterou po asi 150 metrech odbočuje doleva další neznačená cesta, která stoupá pod vyšší jihozápadní vrchol (míjí ho asi o 100 metrů) a dál až na pojmenovaný severovýchodní vrchol. Tento výstup měří 2,5 km s převýšením 150 metrů.